# Pequé
Pequé là một khu tự quản thuộc tỉnh Antioquia, Colombia. Thủ phủ của khu tự quản Pequé đóng tại Pequé Khu tự quản Pequé có diện tích 392 ki lô mét vuông. Đến thời điểm ngày 28 tháng 5 năm 2005, khu tự quản Pequé có dân số 7482 người.